# Тихон (Александрович)
Тихон Александрович — иеромонах Русской православной церкви, педагог и префект Киевской духовной академии в XVIII веке.
О детстве и мирской жизни Тихона Александровича сведений практически не сохранилось, да и последующие биографические данные о нём очень скудны и отрывочны; известно лишь, что он преподавал в Киево-Могилянской духовной академии поэзию и риторику, а с 1743 года назначен был (после Казаченского) префектом КМДА и наставником философии. 
Им написаны следующие учебные руководства на латинском языке: «Praecepta de arte poëtica» (1743), в котором содержится много стихов и несколько акростихов императрице Елизавете Петровне и митрополиту киевскому Рафаилу; «Praecepta oratia» (1743); «Syntagma totius Aristotelis philosophiae, publicis disputa tionibus illustratum» (1745).